# 지금 우리는 사랑하고 싶다
지금 우리는 사랑하고 싶다는 1991년 공개된 대한민국의 영화이다.

## 배역
- 안정훈
- 신윤정
- 맹지열
- 윤수정